# Il libro dei sogni (Kerouac)
Il libro dei sogni di Jack Kerouac è un diario dei sogni avuti dallo scrittore statunitense tra il 1952 e il 1960, pubblicato originariamente negli Stati Uniti d'America nel 1960. In esso Kerouac tenta di sovrapporre le trame dei sogni con i personaggi dei suoi romanzi, come egli li vede nei propri sogni. Il libro è stilisticamente selvatico, spontaneo, scorrevole, come d'altronde tipico dello stile letterario di Kerouac, e regala una visione inedita della mente dello scrittore della Beat Generation.

## Edizioni
- Jack Kerouac, Il libro dei sogno, traduzione di Vincenzo Mantovani, Milano, SugraCo, 1963.
- Jack Kerouac, Il libro dei sogno, traduzione di Stefania Benini e Sabrina Ferri, Milano, Mondadori, 2002, ISBN 88-04-51026-9.